# شعیب عامر
شعیب عامر (انگلیسی: Shoaib Aamer؛ زادهٔ ۳ ژانویهٔ ۱۹۶۸) بازیکن کریکت است.